# Serie A Dilettanti 2008-2009
La Serie A Dilettanti 2008-2009 è la prima stagione dopo la riforma dei campionati dilettantistici di pallacanestro. È nata in sostituzione della Serie B d'Eccellenza.

## Stagione Regolare

### Girone A

#### Classifica
|  |     | Classifica finale 2008-2009 | PT | G  | V  | P  | PF   | PS   |
|  | --- | --------------------------- | -- | -- | -- | -- | ---- | ---- |
|  | 1.  | VemSistemi Forlì            | 38 | 26 | 19 | 7  | 2182 | 1974 |
|  | 2.  | Co. Mark Treviglio          | 38 | 26 | 19 | 7  | 2105 | 1881 |
|  | 3.  | MiroRadici Finance Vigevano | 36 | 26 | 18 | 8  | 1929 | 1864 |
|  | 4.  | Assigeco Casalpusterlengo   | 36 | 26 | 18 | 8  | 1987 | 1887 |
|  | 5.  | Paffoni Omegna              | 30 | 26 | 15 | 11 | 1988 | 1920 |
|  | 6.  | Siram Fidenza               | 28 | 26 | 14 | 12 | 1959 | 1963 |
|  | 7.  | Nobili SBS Castelletto      | 28 | 26 | 14 | 12 | 2088 | 2105 |
|  | 8.  | Sil Lumezzane               | 26 | 26 | 13 | 13 | 1913 | 1908 |
|  | 9.  | PentaGruppo Ozzano          | 26 | 26 | 13 | 13 | 2001 | 2008 |
|  | 10. | Tirreno Power Vado          | 22 | 26 | 11 | 15 | 1951 | 2024 |
|  | 11. | Witor's Cremona             | 20 | 26 | 10 | 16 | 1945 | 1991 |
|  | 12. | JesoloSandonà Basket        | 18 | 26 | 9  | 17 | 1885 | 2004 |
|  | 13. | Agricola Gloria Montecatini | 14 | 26 | 7  | 19 | 2021 | 2136 |
|  | 14. | Banco Sardegna Cagliari     | 4  | 26 | 2  | 24 | 1713 | 2002 |

#### Risultati
| Prima giornata |                           |          |
| 05-10-08       |                           | 11-01-09 |
| 92-78          | Ozzano-Castelletto        | 88-87    |
| 85-78          | Vigevano-Casalpusterlengo | 65-64    |
| 80-72          | Cremona-Jesolosandonà     | 80-86    |
| 88-82          | Fidenza-Omegna            | 65-71    |
| 65-66          | Lumezzane-Montecatini     | 61-81    |
| 72-89          | Vado-Treviglio            | 57-94    |
| 62-69          | Cagliari-Forlì            | 69-89    |

| Quarta giornata |                              |          |
| 26-10-08        |                              | 01-02-09 |
| 90-81           | Omegna-Lumezzane             | 69-77    |
| 69-59           | Cagliari-Cremona             | 66-108   |
| 72-66           | Jesolosandonà-Ozzano         | 64-68    |
| 94-86           | Fidenza-Vado                 | 78-73    |
| 66-78           | Montecatini-Vigevano         | 77-88    |
| 74-66           | Casalpusterlengo-Castelletto | 75-64    |
| 109-89          | Forlì-Treviglio              | 78-88    |

| Settima giornata |                                |          |
| 16-11-08         |                                | 22-02-09 |
| 72-62            | Ozzano-Vado                    | 62-79    |
| 76-78            | Castelletto-Cremona            | 90-76    |
| 79-80            | Casalpusterlengo-Jesolosandonà | 87-75    |
| 72-81            | Montecatini-Omegna             | 67-89    |
| 85-71            | Lumezzane-Cagliari             | 45-65    |
| 78-74            | Fidenza-Forlì                  | 84-86    |
| 74-64            | Vigevano-Treviglio             | 63-84    |

| Decima giornata |                           |          |
| 07-12-08        |                           | 15-03-09 |
| 95-89           | Ozzano-Fidenza            | 79-94    |
| 92-86           | Jesolosandonà-Montecatini | 84-81    |
| 77-80           | Vado-Forlì                | 66-85    |
| 80-71           | Treviglio-Lumezzane       | 76-85    |
| 94-74           | Castelletto-Omegna        | 76-84    |
| 60-59           | Vigevano-Cagliari         | 84-77    |
| 70-74           | Cremona-Casalpusterlengo  | 76-62    |

| Tredicesima giornata |                           |          |
| 04-01-09             |                           | 05-04-09 |
| 80-72                | Omegna-Ozzano             | 68-70    |
| 71-63                | Fidenza-Vigevano          | 62-72    |
| 84-76                | Lumezzane-Castelletto     | 72-79    |
| 71-75                | Montecatini-Vado          | 99-109   |
| 76-70                | Forlì-Jesolosandonà       | 76-71    |
| 70-74                | Cagliari-Casalpusterlengo | 62-75    |
| 79-90                | Cremona-Treviglio         | 85-90    |

| Seconda giornata |                            |          |
| 12-10-08         |                            | 18-01-09 |
| 93-60            | Omegna-Cagliari            | 71-63    |
| 107-80           | Forlì-Cremona              | 76-66    |
| 77-74            | Treviglio-Ozzano           | 67-69    |
| 79-71            | Castelletto-Vigevano       | 89-88    |
| 68-62            | Casalpusterlengo-Lumezzane | 82-88    |
| 82-73            | Montecatini-Fidenza        | 57-60    |
| 66-77            | Jesolosandonà-Vado         | 74-87    |

| Quinta giornata |                         |          |
| 02-11-08        |                         | 08-02-09 |
| 86-87           | Ozzano-Montecatini      | 83-80    |
| 77-69           | Vado-Cagliari           | 65-64    |
| 77-79           | Treviglio-Jesolosandonà | 73-64    |
| 75-70           | Castelletto-Fidenza     | 86-94    |
| 74-64           | Casalpusterlengo-Forlì  | 84-80    |
| 69-57           | Lumezzane-Cremona       | 63-64    |
| 69-63           | Vigevano-Omegna         | 82-62    |

| Ottava giornata |                         |          |
| 23-11-08        |                         | 01-03-09 |
| 90-77           | Ozzano-Vigevano         | 53-70    |
| 81-69           | Cremona-Fidenza         | 68-72    |
| 63-75           | Cagliari-Montecatini    | 83-89    |
| 58-65           | Jesolosandonà-Lumezzane | 84-91    |
| 86-74           | Forlì-Omegna            | 69-75    |
| 81-89           | Vado-Casalpusterlengo   | 81-90    |
| 83-73           | Treviglio-Castelletto   | 89-93    |

| Undicesima giornata |                              |          |
| 14-12-08            |                              | 22-03-09 |
| 87-76               | Omegna-Jesolosandonà         | 82-69    |
| 62-67               | Cremona-Vigevano             | 78-87    |
| 58-74               | Fidenza-Treviglio            | 68-86    |
| 68-50               | Lumezzane-Vado               | 71-59    |
| 73-84               | Montecatini-Casalpusterlengo | 61-77    |
| 105-73              | Forlì-Castelletto            | 84-86    |
| 60-68               | Cagliari-Ozzano              | 71-102   |

| Terza giornata |                         |          |
| 19-10-08       |                         | 25-01-09 |
| 78-89          | Ozzano-Casalpusterlengo | 75-76    |
| 56-70          | Cremona-Omegna          | 72-78    |
| 61-73          | Cagliari-Fidenza        | 60-88    |
| 86-66          | Vado-Castelletto        | 94-100   |
| 88-70          | Treviglio-Montecatini   | 94-79    |
| 76-89          | Lumezzane-Forlì         | 64-85    |
| 86-67          | Vigevano-Jesolosandonà  | 68-57    |

| Sesta giornata |                           |          |
| 09-11-08       |                           | 15-02-09 |
| 95-78          | Omegna-Casalpusterlengo   | 70-78    |
| 54-58          | Cagliari-Treviglio        | 64-90    |
| 63-64          | Jesolosandonà-Castelletto | 70-79    |
| 95-91          | Forlì-Montecatini         | 96-89    |
| 77-61          | Vado-Vigevano             | 70-77    |
| 84-83          | Fidenza-Lumezzane         | 64-78    |
| 86-76          | Cremona-Ozzano            | 71-80    |

| Nona giornata |                            |          |
| 30-11-08      |                            | 08-03-09 |
| 86-68         | Omegna-Vado                | 64-67    |
| 79-71         | Forlì-Ozzano               | 80-76    |
| 77-68         | Castelletto-Cagliari       | 88-67    |
| 64-62         | Casalpusterlengo-Treviglio | 69-78    |
| 71-75         | Montecatini-Cremona        | 75-83    |
| 73-69         | Lumezzane-Vigevano         | 77-82    |
| 70-84         | Fidenza-Jesolosandonà      | 83-68    |

| Dodicesima giornata |                          |          |
| 21-12-08            |                          | 29-03-09 |
| 84-80               | Ozzano-Lumezzane         | 72-85    |
| 72-67               | Vigevano-Forlì           | 71-98    |
| 63-64               | Casalpusterlengo-Fidenza | 80-62    |
| 86-83               | Castelletto-Montecatini  | 88-93    |
| 81-57               | Treviglio-Omegna         | 84-73    |
| 69-70               | Vado-Cremona             | 87-85    |
| 65-63               | Jesolosandonà-Cagliari   | 75-73    |

### Girone B

#### Classifica
|  |     | Classifica finale 2008-2009 | PT | G  | V  | P  | PF   | PS   |
|  | --- | --------------------------- | -- | -- | -- | -- | ---- | ---- |
|  | 1.  | A.B. Latina                 | 42 | 26 | 21 | 5  | 2059 | 1834 |
|  | 2.  | Consum.it Siena             | 34 | 26 | 17 | 9  | 1943 | 1845 |
|  | 3.  | FMC Ferentino               | 34 | 26 | 17 | 9  | 2074 | 1975 |
|  | 4.  | Edilcost Osimo              | 30 | 26 | 15 | 11 | 2261 | 2175 |
|  | 5.  | Banca Nuova Trapani         | 26 | 26 | 13 | 13 | 2011 | 2008 |
|  | 6.  | TLC Palestrina              | 24 | 26 | 13 | 13 | 2003 | 2060 |
|  | 7.  | Levoni Potenza              | 24 | 26 | 15 | 11 | 1929 | 1857 |
|  | 8.  | Igea Barcellona (- 6)       | 24 | 26 | 12 | 14 | 1867 | 1935 |
|  | 9.  | Ital Green Ostuni           | 24 | 26 | 12 | 14 | 1914 | 1952 |
|  | 10. | Igea Sant'Antimo            | 24 | 26 | 12 | 14 | 1834 | 1900 |
|  | 11. | Centro Auto Molfetta        | 20 | 26 | 10 | 16 | 2091 | 2113 |
|  | 12. | Bawer Matera                | 20 | 26 | 10 | 16 | 2183 | 2202 |
|  | 13. | Bartoli-Dondup Fossombrone  | 20 | 26 | 10 | 16 | 1952 | 2036 |
|  | 14. | SmartHouse-Mabo Firenze     | 10 | 26 | 5  | 21 | 1852 | 2081 |

#### Risultati
| Prima giornata |                        |          |
| 05-10-08       |                        | 11-01-09 |
| 81-72          | Siena-Osimo            | 102-99   |
| 88-77          | Latina-Molfetta        | 94-95    |
| 84-65          | Barcellona-Sant'Antimo | 61-65    |
| 93-91          | Ostuni-Palestrina      | 61-65    |
| 77-84          | Trapani-Firenze        | 91-86    |
| 74-70          | Ferentino-Potenza      | 74-61    |
| 100-80         | Fossombrone-Matera     | 100-111  |

| Quarta giornata |                    |          |
| 26-10-08        |                    | 01-02-09 |
| 73-75           | Molfetta-Trapani   | 84-72    |
| 64-65           | Sant'Antimo-Latina | 64-76    |
| 99-90           | Matera-Ostuni      | 81-82    |
| 65-83           | Firenze-Ferentino  | 57-84    |
| 79-69           | Potenza-Barcellona | 53-60    |
| 85-75           | Osimo-Fossombrone  | 82-81    |
| 79-77           | Palestrina-Siena   | 70-68    |

| Settima giornata |                        |          |
| 16-11-08         |                        | 22-02-09 |
| 81-74            | Siena-Ferentino        | 78-79    |
| 80-75            | Palestrina-Matera      | 74-92    |
| 91-61            | Osimo-Firenze          | 89-90    |
| 72-61            | Potenza-Sant'Antimo    | 78-74    |
| 72-62            | Fossombrone-Barcellona | 63-84    |
| 59-70            | Trapani-Latina         | 72-87    |
| 93-80            | Ostuni-Molfetta        | 59-75    |

| Decima giornata |                    |          |
| 07-12-08        |                    | 15-03-09 |
| 67-61           | Firenze-Molfetta   | 72-89    |
| 78-68           | Siena-Matera       | 87-92    |
| 64-71           | Latina-Ferentino   | 66-56    |
| 63-71           | Palestrina-Potenza | 63-78    |
| 82-58           | Ostuni-Fossombrone | 60-66    |
| 68-78           | Sant'Antimo-Osimo  | 94-98    |
| 80-74           | Barcellona-Trapani | 57-74    |

| Tredicesima giornata |                      |          |
| 04-01-09             |                      | 05-04-09 |
| 74-67                | Siena-Sant'Antimo    | 93-88    |
| 80-71                | Molfetta-Fossombrone | 77-62    |
| 85-74                | Trapani-Potenza      | 78-67    |
| 100-92               | Ferentino-Matera     | 73-81    |
| 101-80               | Latina-Palestrina    | 77-75    |
| 61-67                | Firenze-Barcellona   | 62-88    |
| 97-75                | Osimo-Ostuni         | 70-87    |

| Seconda giornata |                        |          |
| 12-10-08         |                        | 18-01-09 |
| 84-75            | Palestrina-Fossombrone | 70-77    |
| 88-93            | Osimo-Trapani          | 83-74    |
| 86-81            | Potenza-Ostuni         | 87-92    |
| 53-64            | Firenze-Siena          | 70-81    |
| 70-77            | Matera-Latina          | 85-97    |
| 75-58            | Sant'Antimo-Ferentino  | 62-73    |
| 78-72            | Molfetta-Barcellona    | 75-81    |

| Quinta giornata |                         |          |
| 02-11-08        |                         | 08-02-09 |
| 75-79           | Siena-Barcellona        | 59-82    |
| 95-56           | Latina-Potenza          | 71-64    |
| 98-89           | Osimo-Matera            | 88-94    |
| 78-73           | Fossombrone-Sant'Antimo | 59-83    |
| 112-90          | Ferentino-Molfetta      | 71-86    |
| 87-74           | Trapani-Palestrina      | 74-70    |
| 89-81           | Ostuni-Firenze          | 63-77    |

| Ottava giornata |                       |          |
| 23-11-08        |                       | 01-03-09 |
| 71-73           | Siena-Trapani         | 75-70    |
| 83-67           | Latina-Ostuni         | 92-77    |
| 85-93           | Firenze-Palestrina    | 80-82    |
| 89-84           | Ferentino-Fossombrone | 72-88    |
| 82-65           | Sant'Antimo-Matera    | 61-79    |
| 81-64           | Molfetta-Potenza      | 73-79    |
| 87-85           | Barcellona-Osimo      | 72-83    |

| Undicesima giornata |                      |          |
| 14-12-08            |                      | 22-03-09 |
| 86-80               | Ferentino-Barcellona | 73-76    |
| 96-92               | Osimo-Palestrina     | 68-81    |
| 56-66               | Potenza-Siena        | 62-70    |
| 73-81               | Fossombrone-Latina   | 68-81    |
| 106-71              | Matera-Firenze       | 84-93    |
| 75-80               | Trapani-Ostuni       | 83-86    |
| 72-75               | Molfetta-Sant'Antimo | 75-77    |

| Terza giornata |                       |          |
| 19-10-08       |                       | 25-01-09 |
| 87-72          | Siena-Molfetta        | 82-77    |
| 82-64          | Latina-Firenze        | 73-71    |
| 75-73          | Fossombrone-Potenza   | 77-70    |
| 99-90          | Ferentino-Osimo       | 79-86    |
| 86-81          | Trapani-Matera        | 93-84    |
| 86-43          | Ostuni-Sant'Antimo    | 66-72    |
| 92-66          | Barcellona-Palestrina | 70-79    |

| Sesta giornata |                        |          |
| 09-11-08       |                        | 15-02-09 |
| 67-74          | Firenze-Fossombrone    | 65-74    |
| 73-69          | Latina-Siena           | 71-74    |
| 77-84          | Matera-Potenza         | 71-79    |
| 76-65          | Ferentino-Trapani      | 70-79    |
| 72-63          | Sant'Antimo-Palestrina | 48-70    |
| 102-110        | Molfetta-Osimo         | 80-109   |
| 68-65          | Barcellona-Ostuni      | 69-72    |

| Nona giornata |                     |          |
| 30-11-08      |                     | 08-03-09 |
| 76-71         | Palestrina-Molfetta | 96-94    |
| 79-69         | Osimo-Latina        | 70-89    |
| 58-56         | Potenza-Firenze     | 86-81    |
| 79-86         | Fossombrone-Siena   | 68-77    |
| 76-72         | Matera-Barcellona   | 81-83    |
| 70-72         | Trapani-Sant'Antimo | 74-76    |
| 70-75         | Ostuni-Ferentino    | 66-91    |

| Dodicesima giornata |                      |          |
| 21-12-08            |                      | 29-03-09 |
| 68-67               | Barcellona-Latina    | 66-70    |
| 82-66               | Sant'Antimo-Firenze  | 70-67    |
| 72-68               | Ostuni-Siena         | 0-20     |
| 85-90               | Matera-Molfetta      | 85-84    |
| 80-82               | Fossombrone-Trapani  | 75-80    |
| 86-71               | Potenza-Osimo        | 74-97    |
| 78-91               | Palestrina-Ferentino | 85-91    |

## Play-off
- Quarti di finale

Si disputano al meglio delle tre gare con prima gara in casa della squadra peggio classificata e successive in casa della squadra meglio classificata nella stagione regolare.
- Semifinali

Si disputano al meglio delle cinque gare con prime due gare ed eventuale quinta in casa della squadra meglio classificata nella stagione regolare.

### Girone A

#### Quarti di finale
| Squadra 1                   | Totale | Squadra 2              | Gara 1 | Gara 2 | Gara 3 |
| --------------------------- | ------ | ---------------------- | ------ | ------ | ------ |
| VemSistemi Forlì            | 2-1    | Sil Lumezzane          | 65-68  | 73-71  | 75-68  |
| Assigeco Casalpusterlengo   | 2-1    | Paffoni Omegna         | 88-72  | 76-84  | 62-60  |
| MiroRadici Finance Vigevano | 2-0    | Siram Fidenza          | 72-57  | 75-69  |        |
| Co. Mark Treviglio          | 2-1    | Nobili SBS Castelletto | 82-87  | 78-66  | 91-73  |

#### Semifinali
| Squadra 1                   | Totale | Squadra 2                 | Gara 1 | Gara 2 | Gara 3 | Gara 4 | Gara 5 |
| --------------------------- | ------ | ------------------------- | ------ | ------ | ------ | ------ | ------ |
| VemSistemi Forlì            | 0-3    | Assigeco Casalpusterlengo | 80-86  | 71-88  | 72-82  |        |        |
| MiroRadici Finance Vigevano | 3-0    | Co. Mark Treviglio        | 85-76  | 70-67  | 78-71  |        |        |

### Girone B

#### Quarti di finale
| Squadra 1       | Totale | Squadra 2           | Gara 1 | Gara 2 | Gara 3 |
| --------------- | ------ | ------------------- | ------ | ------ | ------ |
| A.B. Latina     | 2-0    | Igea Barcellona     | 79-75  | 89-84  |        |
| Edilcost Osimo  | 2-1    | Banca Nuova Trapani | 91-88  | 59-72  | 89-79  |
| FMC Ferentino   | 2-1    | TLC Palestrina      | 89-82  | 71-80  | 87-75  |
| Consum.it Siena | 2-0    | Levoni Potenza      | 82-58  | 75-73  |        |

#### Semifinali
| Squadra 1     | Totale | Squadra 2       | Gara 1 | Gara 2 | Gara 3 | Gara 4 | Gara 5 |
| ------------- | ------ | --------------- | ------ | ------ | ------ | ------ | ------ |
| A.B. Latina   | 3-1    | Edilcost Osimo  | 84-53  | 92-100 | 87-73  | 105-99 |        |
| FMC Ferentino | 2-3    | Consum.it Siena | 71-75  | 82-61  | 90-87  | 77-78  | 88-96  |

### Fase finale
Il piazzamento ottenuto al termine della regular season assume una particolare rilevanza.

Le due squadre qualificate col miglior piazzamento nei gironi A e B giocano una prima finale: chi vince sale in Legadue ed è Campione d'Italia Dilettanti.

La finalista che esce sconfitta ha comunque una seconda possibilità di promozione, disputando una nuova serie contro la vincitrice della semifinale giocata tra le due peggio classificate.
Le serie si svolgono su 5 partite secondo lo schema 2-2-1, con le prime due partite e l'eventuale quinta in casa della squadra che ha totalizzato più punti durante la regular season.

#### Finale Scudetto
| Squadra 1                   | Totale | Squadra 2   | Gara 1 | Gara 2 | Gara 3 | Gara 4 | Gara 5 |
| --------------------------- | ------ | ----------- | ------ | ------ | ------ | ------ | ------ |
| MiroRadici Finance Vigevano | 3-1    | A.B. Latina | 65-50  | 59-65  | 72-69  | 83-71  |        |

#### Semifinale Promozione
| Squadra 1                 | Totale | Squadra 2       | Gara 1 | Gara 2 | Gara 3 | Gara 4 | Gara 5 |
| ------------------------- | ------ | --------------- | ------ | ------ | ------ | ------ | ------ |
| Assigeco Casalpusterlengo | 2-3    | Consum.it Siena | 75-77  | 84-69  | 69-75  | 79-54  | 63-66  |

#### Finale Promozione
| Squadra 1   | Totale | Squadra 2       | Gara 1 | Gara 2 | Gara 3 | Gara 4 | Gara 5 |
| ----------- | ------ | --------------- | ------ | ------ | ------ | ------ | ------ |
| A.B. Latina | 3-2    | Consum.it Siena | 59-51  | 78-84  | 87-65  | 63-71  | 77-68  |

## Play-out

### Primo Turno
- Sono ammesse ai play-out le squadre classificate dal 10º al 13º posto di ognuno dei due gironi della fase di qualificazione.
- Le formazioni classificate al 9º posto di ognuno dei due gironi non disputano ulteriori gare.
- Le formazioni classificate al 14º posto di ognuno dei due gironi retrocedono nel Campionato Italiano Dilettanti serie B.

Girone A
| Squadra 1          | Totale | Squadra 2                  | Gara 1 | Gara 2 | Gara 3  | Gara 4 | Gara 5 |
| ------------------ | ------ | -------------------------- | ------ | ------ | ------- | ------ | ------ |
| Tirreno Power Vado | 1-3    | AgricolaGloria Montecatini | 64-67  | 74-76  | 68-66   | 59-74  |        |
| Witor's Cremona    | 3-0    | JesoloSandonà Basket       | 89-79  | 77-66  | 107-103 |        |        |

Girone B
| Squadra 1            | Totale | Squadra 2                  | Gara 1 | Gara 2 | Gara 3 | Gara 4 | Gara 5 |
| -------------------- | ------ | -------------------------- | ------ | ------ | ------ | ------ | ------ |
| Centro Auto Molfetta | 3-2    | Bawer Matera               | 92-77  | 77-85  | 97-78  | 84-90  | 91-77  |
| Igea Sant'Antimo     | 3-2    | Bartoli-Dondup Fossombrone | 73-79  | 74-75  | 79-57  | 72-70  | 69-68  |

#### Secondo Turno
- Le formazioni che perdono tre partite retrocedono nel Campionato Italiano Dilettanti serie B.

| Squadra 1          | Totale | Squadra 2                  | Gara 1 | Gara 2 | Gara 3 | Gara 4 | Gara 5 |
| ------------------ | ------ | -------------------------- | ------ | ------ | ------ | ------ | ------ |
| Tirreno Power Vado | 0-3    | JesoloSandonà Basket       | 61-67  | 54-75  | 71-80  |        |        |
| Bawer Matera       | 3-2    | Bartoli-Dondup Fossombrone | 94-90  | 88-89  | 87-65  | 70-83  | 90-61  |

## Verdetti
- Campione d'Italia Dilettanti e promossa in Legadue: MiroRadici Finance Vigevano.
- Promossa in Legadue: A.B. Latina.
- Retrocesse in B Dilettanti: Banco Sardegna Cagliari, SmartHouse-Mabo Firenze.
  - Dopo il secondo turno play-out: Tirreno Power Vado, Bartoli-Dondup Fossombrone.
- La Sil Lumezzane fallisce al termine della stagione.